# 部族國家
部族國家，是指由單一部落，通常是某一民族的分支部族組建的國家。其核心政府成員由本部落的骨幹菁英份子組成，通過侵略、聯姻向外擴張，取得其他部族的土地與人口。等到他們擴張到某一程度，就會統一同一民族的其他部族政權，如漢族的三代諸國、藏族的象雄諸國、朝鮮族的三韓諸國、蒙古族在1206年前的克烈各族等就是例子。
另一些民族在征服各部族後，他們就會向漢族地區侵略，為了穩定發展，開始模仿漢族王朝建立各種制度，開國的部落領袖家族就變成王族或貴族，掌握政權及軍權。在中國歷史中，如遼、金、元、清等草原民族建立的征服王朝就是例子。